# Oh Man-seok
Oh Man-seok (en hangul, 오만석; hanja: 吳萬石; RR: O Man-seok; 19 de diciembre de 1974) es un actor de televisión, cine y teatro, así como un cantante y director surcoreano.

## Biografía
El 26 de agosto de 2016, se anunció que su padre había fallecido.
Se graduó con una licenciatura en actuación de la Universidad Nacional de Artes de Corea en 2002.
Después de salir por un año y medio se casó con su novia la diseñadora Jo Sang-gyeong en 2001, la pareja tiene una hija Oh Young-joo, sin embargo se divorciaron en 2007.
Salió por dos años con la actriz surcoreana Jo An, sin embargo la relación terminó en 2011.
En mayo de 2017 comenzó a salir con una mujer que no es parte del entretenimiento, la pareja se casó en 2018.

## Carrera
Es miembro de la agencia Nice Person Company (좋은사람컴퍼니).

### Música
Es el vocalista de una banda llamada "Little Wing". 
Es dueño de OD Musical Entertainment Company, que ha producido varios de los musicales que ha protagonizado.

### Cine y televisión
El 24 de julio de 2006 se unió al elenco principal de la serie The Vineyard Man donde dio vida a Jang Taek-gi, un hombre aparentemente grosero y antipático a cargo del viñedo.
En marzo de 2007 apareció como invitado en el décimo tercer episodio de la serie Surgeon Bong Dal-hee donde interpretó a Oh Jung-min, el exnovio de Jo Moon-kyung (Oh Yoon-ah). El 27 de agosto del mismo año se unió al elenco principal de la serie The King and I donde dio vida a Kim Cheo-sun, un hombre considerado el mejor asistente eunuco que vivió durante la dinastía Joseon.
El 17 de junio de 2008 apareció como invitado durante el primer episodio de la serie Strongest Chil Woo (también conocida como "Chilwu the Mighty") donde interpretó a Kang San-ha, el padre biológico de Chil-woo (Eric Mun).
En diciembre de 2011 se unió al elenco de la serie What's Up donde dio vida a a Sun Woo-young, un profesor poco convencional.
En enero de 2012 se unió a la serie Wild Romance donde interpretó al beisbolista Jin Dong-soo, el mejor amigo y excompañero de equipo de Park Mu-yeol (Lee Dong-wook).
En agosto de 2013 se unió al elenco de la serie Wang's Family donde dio vida a Heo Se-dal, un hombre desempleado y el esposo de Wang Ho-bak (Lee Tae-ran).
En abril de 2019 se unió al elenco principal de la serie Beautiful World donde interpretó a Oh Jin-pyo, el presidente de la fundación de la escuela privada "Sea Middle School".En diciembre del mismo año se unió al elenco recurrente de la serie Crash Landing on You donde dio vida a Jo Cheol-kang, un frío y peligroso teniente comandante y miembro de las fuerzas armadas de Corea del Norte, que está dispuesto a hacer lo que sea para atrapar a sus objetivos.
En febrero de 2020 se unió al elenco recurrente de la serie Hello Dracula donde interpretó a Jong-su, un dentista que también da lecciones de vida a Mi-young (Lee Ji-hyun), Seo-yeon (Lee Joo-bin), Yu-ra (Go Na-hee) y Ji-hyung (Seo Eun-yool).
En mayo de 2021 se unió al elenco recurrente de la serie Youth of May donde dio vida a Hwang Gi-nam, el padre de Hwang Hee-tae (Lee Do-hyun), un hombre obsesionado con el poder que está dispuesto a hacer lo que sea con tal de alcanzar su propósito, hasta el final de la serie el 8 de junio del mismo año.

## Filmografía

### Series de televisión
| Año     | Título                                     | Personaje               | Notas                      | Ref.                 |
| ------- | ------------------------------------------ | ----------------------- | -------------------------- | -------------------- |
| 2003    | Age of Warriors                            | Yang-pyo                |                            |                      |
| 2005    | Shin Don                                   | Won-hyeon               |                            |                      |
| 2006    | That Man's Jealous                         | Profesor de coreano     | MBC Best Theater           |                      |
| 2006    | The Vineyard Man                           | Jang Taek-gi            | 16 episodios               |                      |
| 2006    | Hyena                                      | Choi Jin-beom           | 16 episodios               |                      |
| 2007    | Surgeon Bong Dal-hee                       | Oh Jung-min             | Cameo, ep. 13-14           |                      |
| 2007    | Transformation                             | Monje                   | Drama City                 |                      |
| 2007-08 | The King and I                             | Kim Cheo-sun            | 63 episodios               |                      |
| 2008    | On Air                                     | Miembro de la Ceremonia | Cameo, ep. 1               |                      |
| 2008    | Strongest Chil Woo                         | Kang San-ha             | Cameo, ep. 1               |                      |
| 2009-10 | Jolly Widows                               | Han Jin-woo             |                            |                      |
| 2010    | Road No. 1                                 | Soldado norcoreano      | Cameo, ep. 16-17           |                      |
| 2010    | Spy Trader Kim Chul-soo's Recent Condition | Kim Chul-soo            | Drama Special, 1 episodio  |                      |
| 2011    | Warrior Baek Dong-soo                      | Príncipe Heredero Sado  |                            |                      |
| 2011    | Special Task Force MSS                     | Noh Chul-gi             | Drama Special, 4 episodios | [ 21 ]               |
| 2011-12 | What's Up                                  | Sun Woo-young           | 20 episodios               |                      |
| 2012    | Wild Romance                               | Jin Dong-soo            | 16 episodios               |                      |
| 2012    | The True Colors of Gang and Cheol          | Noh Chul-gi             | Drama Special, 4 episodios |                      |
| 2013-14 | Wang's Family                              | Heo Se-dal              | 50 episodios               |                      |
| 2014    | Prime Minister & I                         | Gánster                 | Cameo, ep. 12              |                      |
| 2014    | Pluto Secret Society                       | Colega de Choi Ki-chan  | Cameo, ep. 4               |                      |
| 2016    | Another Miss Oh                            | Oh Man-seok             | Cameo, ep. 18              |                      |
| 2016    | Task Force 38 (Squad 38)                   | Park Deok-bae           | Cameo                      |                      |
| 2018    | Partners for Justice                       | Do Ji-han               | Invitado                   | [ 22 ]               |
| 2019    | Beautiful World                            | Oh Jin-pyo              | 16 episodios               | [ 23 ]               |
| 2019    | Partners for Justice 2                     | Do Ji-han               |                            | [ 24 ] [ 25 ] [ 26 ] |
| 2019-20 | Aterrizaje de emergencia en tu corazón     | Jo Cheol-kang           |                            | [ 27 ]               |
| 2020    | Hello Dracula                              | Jong-su                 | Aparición especial         |                      |
| 2021    | Youth of May                               | Hwang Ki-nam            | 11 episodios               |                      |
| 2023    | La pensión romántica secreta               | Jang Tae-hwa            |                            | [ 28 ] [ 29 ]        |
| 2023    | Hermanos milagrosos                        | Kai                     | 16 episodios               | [ 30 ]               |
| 2024    | Wonderful World                            | Kwon Ji-woong           |                            | [ 31 ]               |
| 2024    | Una familia atípica                        | Uhm Soon-goo            |                            | [ 32 ]               |
| 2024    | El romance de medianoche en hagwon         | Lee Taek-yeol           |                            | [ 33 ] [ 34 ]        |
| 2025    | The Art of Negotiation                     | Lee Dong-jun            |                            | [ 35 ] [ 36 ]        |

### Películas
| Año  | Título                  | Personaje             | Notas                                                                                | Ref.   |
| ---- | ----------------------- | --------------------- | ------------------------------------------------------------------------------------ | ------ |
| 2000 | To My Love              | -                     | Cortometraje                                                                         |        |
| 2004 | Liar                    | Alex                  |                                                                                      |        |
| 2006 | A Cruel Attendance      | "Sponge"              | Aparición especial                                                                   |        |
| 2007 | Soo                     | Jeom Park-yi          | Junto a Ji Jin-hee, Kang Sung-yeon, Moon Sung-keun y Lee Ki-young                    |        |
| 2007 | Our Town                | Kyung-ju              | Junto a Ryu Deok-hwan, Cha Soon-bae, Lee Sun-kyun, Park Myung-shin y Lee Moo-saeng   |        |
| 2010 | Finding Mr. Destiny     | Kim Jong-mook         | Junto a Im Soo-jung, Gong Yoo, Chun Ho-jin, Ryu Seung-soo y Jeon Soo-kyung - (cameo) |        |
| 2011 | Countdown               | Swy                   | Junto a Jeon Do-yeon, Jung Jae-young, Min y Lee Geung-young                          |        |
| 2016 | Chasing                 | Conductor del Autobús | Junto a Kim Seung-woo, Kim Jung-tae, Han Sang-hyuk y Shin Kang-woo                   |        |
| 2016 | Detour                  | Eun-dong              |                                                                                      |        |
| 2017 | The Bros                | Representante Oh      | Junto a Ma Dong-seok, Lee Dong-hwi, Lee Ha-nee, Jo Woo-jin y Ji Chang-wook - (cameo) |        |
| 2018 | True Fiction            | Lee Kyong-Seok        |                                                                                      | [ 37 ] |
| 2020 | Honest Candidate        | Jang Deok-joon        | Junto a Ra Mi-ran, Kim Mu-yeol y Na Moon-hee - (cameo)                               |        |
| 2022 | The Girl on a Bulldozer | Choi Young-hwan       | Junto a Kim Hye-yoon, Park Hyuk-kwon y Yesung                                        | [ 38 ] |

### Programas de variedades
| Año              | Título | Notas                                                                                             |
| ---------------- | --- | ------------------------------------------------------------------------------------------------- |
| -                | 야심만만 만 명에게 물었습니다 Season 1 | (ep. #225)                                                                                        |
| -                | Roundtable Plus Season 2 (상상더하기 시즌2)                                                                                                   | (ep. #188, 215)                                                                                   |
| 2007             | Happy Time, Come to Play (유재석 김원희의 놀러와)                                                                                             | (ep. #171) - invitado                                                                             |
| 2007             | 윤도현의 러브레터 | (ep. #273) - invitado                                                                             |
| 2009, 2014, 2017 | Happy Together: Season 3 | (ep. #84, 338, 515) - invitado                                                                    |
| 2009             | Flower Boys Generation | (ep. #7) - invitado                                                                               |
| 2012             | Sunday Night - "Exploration of Genders" | miembro                                                                                           |
| 2012             | 윤도현의 MUST - Musical Premiere | (ep. #53) - intérprete invitado                                                                   |
| 2013             | SNL Korea Season 4 | (ep. #6) - presentador invitado                                                                   |
| 2014             | Immortal Songs: Singing the Legend | (ep. #143) - cantante invitado                                                                    |
| 2014             | SNS One Float Expedition (원정대 일단 띄워)                                                                                                   | miembro                                                                                           |
| 2014             | Running Man | (ep. #192-194) - invitado                                                                         |
| 2014, 2016       | Radio Star | (ep. #404, 460) - invitado                                                                        |
| 2014 - 2017      | Taxi (Live Talk Show Taxi) | miembro                                                                                           |
| 2015, 2016       | Cool Kiz on the Block: Badminton Cool Kiz on the Block: Volleyball Cool Kiz on the Block: Table Tennis Cool Kiz on the Block: Foot Volleyball | (ep. #164-165) - miembro (ep. #146-163) - miembro (ep. #144-145) - invitado (ep. #105) - invitado |
| 2017             | Park Jin Young's Party People | (ep. #7) - invitado                                                                               |
| 2018             | Life Bar | (ep. #96-97) - invitado (ep. #68) - invitado especial (ep. #61) - presentador invitado            |
| 2018             | Law of the Jungle in Mexico | (ep. #314 - 320) - miembro                                                                        |
| 2020             | Soo Mi's Side Dishes | (ep. #91) - invitado                                                                              |
| 2020             | Just Comedy | (ep. #) - miembro                                                                                 |
| 2020             | Knowing Bros | (ep. #236) - invitado                                                                             |
| 2021             | Busted! Season 3 | (ep. #6) - invitado                                                                               |

### Presentador
| Año  | Evento                                                              | Notas                                 |
| ---- | ------------------------------------------------------------------- | ------------------------------------- |
| 2009 | 10th Jeonju International Film Festival - Closing Ceremony          |                                       |
| 2009 | 3rd The Musical Awards                                              |                                       |
| 2010 | 4th The Musical Awards                                              |                                       |
| 2011 | 5th The Musical Awards                                              |                                       |
| 2012 | 6th The Musical Awards                                              |                                       |
| 2013 | 제7회 대구 국제뮤지컬페스티벌(DIMF) 어워즈                          |                                       |
| 2013 | 19th Korea Musical Awards                                           |                                       |
| 2014 | 제8회 대구 국제뮤지컬페스티벌(DIMF) 어워즈 1부 다큐멘터리 뮤지컬 쇼 |                                       |
| 2014 | 51st. Grand Bell Awards                                             | junto a Shin Hyun-joon y Uhm Jung-hwa |
| 2015 | 서울뮤지컬 페스티벌 - 공동개막식 & 갈라콘서트                       |                                       |
| 2016 | 1st. Chungmuro International Musical Film Festival (CHIMFF 2016)    |                                       |
| 2017 | 2nd. Chungmuro International Musical Film Festival (CHIMFF 2017)    |                                       |
| 2018 | 3rd. Chungmuro International Musical Film Festival (CHIMFF 2018)    |                                       |
| 2019 | 4th. Chungmuro International Musical Film Festival (CHIMFF 2019)    |                                       |

### Narrador
| Año  | Programa                                                     | Notas                   |
| ---- | ------------------------------------------------------------ | ----------------------- |
| 2006 | Fly Up                                                       | (película) - documental |
| 2008 | EBS Prime Documentary - "한중일 궁중생활사"                  | documental              |
| 2009 | SBS Prime Documentary - "The Truth About Jajangmyeon"        | documental              |
| 2015 | SBS 스페셜 - 신년특집 중국, 富(부)의 비밀                    |                         |
| 2016 | 다큐멘터리 3일 - 식탁 위의 대륙-중국 창사시 세계 최대 중식당 |                         |

### Musicales
| Año                 | Título                                      | Personaje                            | Notas                                                          |
| ------------------- | ------------------------------------------- | ------------------------------------ | -------------------------------------------------------------- |
| 2001                | A Serenade of Sorrow (애수의 소야곡)        | Kim Chang-ho                         |                                                                |
| 2001                | The Rocky Horror Show                       | Rocky                                | junto a Lee Sun-kyun y Kang Ji-hwan                            |
| 2002                | Oh! Happy Day                               | Eros                                 |                                                                |
| 2002                | Return to the Forbidden Planet              | Bosun                                |                                                                |
| 2003                | Indangsu Love Song (인당수사랑가)           | Varios Personajes                    |                                                                |
| 2003-04             | Grease                                      | Danny Zuko / Doody / Eugene Florczyk |                                                                |
| 2004                | Dalgona (달고나)                            | Varios Personajes                    |                                                                |
| 2004, 2005          | Geum River Opera (가극 금강)                | Ha-nui                               |                                                                |
| 2004-05             | Singin' in the Rain                         | Don Lockwood                         |                                                                |
| 2005                | Assassins                                   | Samuel Byck                          |                                                                |
| 2005                | Winter Traveler (겨울나그네)                | Min-woo                              |                                                                |
| 2005, 2012, 2017-19 | Hedwig and the Angry Inch                   | Hedwig                               | junto a Jo Seung-woo, Kim Da-hyun y Song Yong-jin              |
| 2006                | Finding Kim Jong-wook (김종욱찾기)          | Oh Man-seok                          |                                                                |
| 2007                | A Day (하루)                                | Kang Young-won                       |                                                                |
| 2008                | The Organ in My Heart (내 마음의 풍금)      | Kang Dong-soo                        | junto a Cho Jung-seok y Lee Jung-mi                            |
| 2009                | Dreamgirls                                  | Curtis Taylor Jr.                    | junto a Kim Seung-woo, Cha Ji-yeon y Hong Ji-min               |
| 2010                | The Toxic Avenger                           | Melvin Ferd the Third / Toxie        | junto a Hong Jim-min                                           |
| 2011-12             | 200 Pounds Beauty (미녀는 괴로워 일본 공연) | Han Sang-jun                         | junto a Lee Jong-hyuk, Bada y Park Gyu-ri - (en Corea y Japón) |
| 2013, 2014          | Rebecca                                     | Maxim DeWinter                       | junto a Yoo Jun-sang, Ryu Jung-han y Ock Joo-hyun              |
| 2013, 2016 - 2017   | The Days (그날들, Those Days)               | Jeong-hak                            | junto a Yoo Jun-sang, Ji Chang-wook y Choi Jae-woong           |
| 2014-15             | Kinky Boots                                 | Lola                                 | junto a Kim Mu-yeol, Kang Hong-seok y Ji Hyun-woo              |
| 2016-16             | Okepi (Orchestra Pit)                       | Conductor                            |                                                                |
| 2018                | Man of La Mancha                            | Cervantes / Don Quixote              |                                                                |
| 2018-21             | Gentleman's Guide to Murder and Love        | D'Ysquith                            | junto a Lee Sang-yi y Lee Kyu-hyung                            |

### Teatro

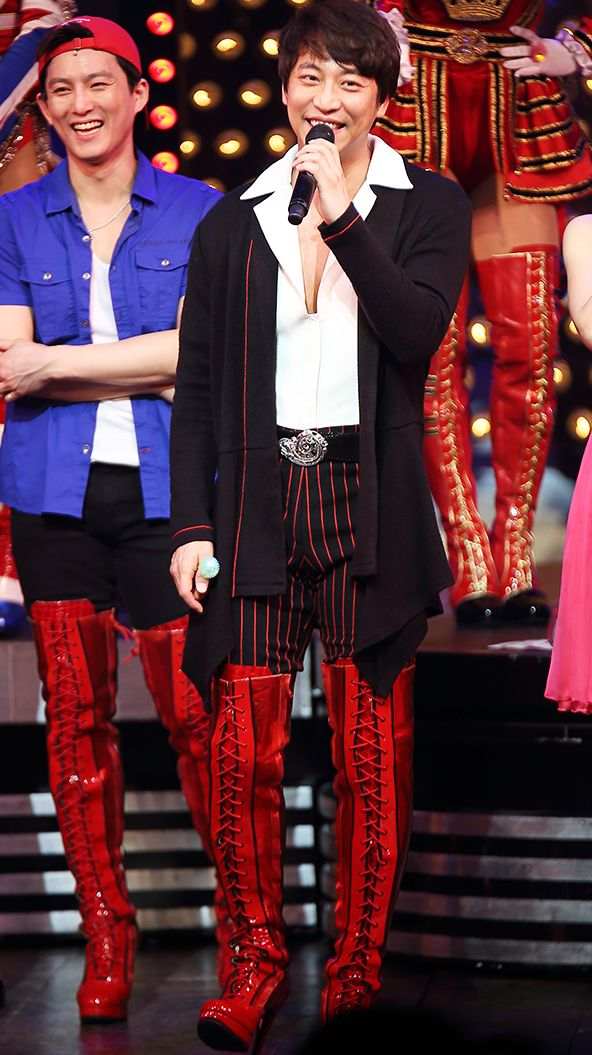
Oh Man-seok durante una puesta en escena en noviembre de 2016.

| Año                         | Título                  | Personaje                       | Notas                               |
| --------------------------- | ----------------------- | ------------------------------- | ----------------------------------- |
| 1999                        | Faust                   | Wagner                          |                                     |
| 2000                        | Tae (태)                | Danjong                         |                                     |
| 2000                        | Ot Goot-Sal (옷굿-살)   | Coro                            |                                     |
| 2000-2001, 2003, 2006, 2010 | Yi (이)                 | Gong-gil                        | junto a Kim Nae-ha y Lee Seung-hoon |
| 2004                        | The Seagull             | Konstantin Gavrilovich Treplyov |                                     |
| 2004                        | Woyzeck                 | Karl                            |                                     |
| 2010 - 2011                 | True West               | Lee                             |                                     |
| 2016                        | True West Returns       | Lee                             |                                     |
| 2018                        | Nassim (낫심)           | -                               | (두산인문극장 2018 이타주의자)      |
| 2020                        | The Dresser (더 드레서) | -                               |                                     |

### Director
| Año         | Título                                 | Notas    |
| ----------- | -------------------------------------- | -------- |
| 2008 - 2009 | The Happy Life (즐거운 인생)           | (teatro) |
| 2010 - 2011 | The Organ in My Heart (내 마음의 풍금) | (teatro) |
| 2011        | The Toxic Avenger                      | (teatro) |
| 2015        | True West                              | (teatro) |
| 2016        | True West Returns                      | (teatro) |
| 2017        | Three Days of Rain                     | (teatro) |

### Anuncios
| Año  | Título                                  | Notas |
| ---- | --------------------------------------- | ----- |
| 2014 | 현대자동차 - 브릴리언트 메모리즈 캠페인 |       |

## Embajador
| Año  | Título                           | Notas |
| ---- | -------------------------------- | ----- |
| 2007 | The Musical Awards               |       |
| 2008 | 국제현대무용제 명예홍보대사      |       |
| 2011 | Seoul Metropolitan Police Agency |       |

## Discografía

### Bandas sonoras
| Año  | Título                           | Álbum                 | Notas |
| ---- | -------------------------------- | --------------------- | ----- |
| 2012 | Springtime                       | OST de "What's Up"    |       |
| 2012 | How Can I Change (어떻게 변해요) | OST de "Wild Romance" |       |

### Grabación para musicales
| Año  | Título                         | Canciones | Notas             |
| ---- | ------------------------------ | --- | ----------------- |
| 2013 | The Days                       | 1. "변해가네" 2. "너에게" 3. "그녀가 처음 울던 날" 4. "기다려줘" 5. "꽃 + 내 사람이여" |                   |
| 2013 | Rebecca                        | 1. "At The Abyss" 2. "Help Me Through The Night" 3. "God, Why?" 4. "Never Was A Smile That Cold" 5. "Manderley In Flames" | (junto al elenco) |
| 2012 | Hedwig and the Angry Inch      | 1. "Tear Me Down" 2. "The Origin of Love" 3. "Sugar Daddy" 4. "Angry Inch" 5. "Wig in a Box" 6. "Wicked Little Town" 7. "The Long Grift" 8. "Hedwig's Lament" 9. "Exquisite Corpse" 10. "Wicked Little Town (Reprise)" 11. "Midnight Radio" | (junto al elenco) |
| 2011 | 200 Pounds Beauty              | 1. "Star (별)" 2. "누가 나를 알까?"s" | (junto al elenco) |
| 2009 | Dreamgirls                     | 1. "Steppin' to the Bad Side" 2. "You Are My Dream" 3. "Family" | (junto al elenco) |
| 2008 | The Organ in My Heart          | 1."봄이다. 그치?" 2. "커피향, 웃는 이유" 3. "소풍, 때려쳐?!" 4. "홍연이 안 왔어요" 5. "나비의 꿈" 6. "나의 사랑 수정" 7. "Springtime" 8. "내 마음의 풍금(Springtime/나비 Reprise)"                                                          | (junto al elenco) |
| 2006 | Finding Kim Jong-wook          | 1."종욱과 나라의 Love Theme" 2. "한양서 김서방 찾기" 3. "이젠 정말 만나야 할 때" 4. "좋은 사람" 5. "나라와 만석의 Love Theme" | (junto al elenco) |
| 2005 | Hedwig and the Angry Inch      | 1."The Origin of Love" 2. "Wicked Little Town" 3. "Angry Inch" | (junto al elenco) |
| 2003 | Grease                         | 1."Those Magic Changes" 2. "Beauty School Dropout" | (junto al elenco) |
| 2002 | Return to the Forbidden Planet | 1."Great Balls of Fire" 2. "The Young Ones" 3. "Born to Be Wild" | (junto al elenco) |
| 2001 | The Rocky Horror Show          | 1."The Sword of Damocles" | (junto al elenco) |

### Otras interpretaciones
| Año  | Intérpretes                               | Canción                                                 | Notas                                 |
| ---- | ----------------------------------------- | ------------------------------------------------------- | ------------------------------------- |
| 2016 | Kim Kwang-seok, Oh Man-seok & Rams (램즈) | "With The Heart To Forget You" (잊어야 한다는 마음으로) | (Sencillo digital del 20 aniversario) |

### Conciertos
| Año        | Título                                                                             | Notas  |
| ---------- | ---------------------------------------------------------------------------------- | ------ |
| 2018       | 스타라이트 뮤지컬 페스티벌                                                         |        |
| 2017       | 더 뮤지컬 페스티벌 인 갤럭시                                                       |        |
| 2016       | DMZ 평화 콘서트                                                                    |        |
| 2012       | 일본 전국 11개 지역 한류 아티스트 공연                                             | [ 63 ] |
| 2008       | HEDWIG 10th Anniversary! Hedwig Concert with John Cameron Mitchell and Oh Man-seok | [ 64 ] |
| 2007       | Hedwig Concert Together with John Cameron Mitchell                                 | [ 65 ] |
| 2005, 2006 | Passion of the Rain                                                                |        |
| 2005       | Hedwig and the Angry Inch Concert                                                  |        |

## Premios y nominaciones
| Año  | Categoría                                              | Premio                                         | Trabajo                                    | Resultado |
| ---- | ------------------------------------------------------ | ---------------------------------------------- | ------------------------------------------ | --------- |
| 2019 | Excellence Award, Actor in a Monday-Tuesday Miniseries | MBC Drama Award                                | Partners for Justice 2                     | Ganó      |
| 2019 | Star Award                                             | 8th Daegu International Musical Festival Award | Those Days                                 | Ganó      |
| 2013 | Excellence Award, Actor in a Serial Drama              | KBS Drama Award                                | Wang's Family                              | Nominado  |
| 2010 | Best Actor in a One-Act Drama/Special                  | KBS Drama Award                                | Spy Trader Kim Chul-soo's Recent Condition | Nominado  |
| 2009 | Excellence Award, Actor in a Daily Drama               | KBS Drama Award                                | Jolly Widows                               | Ganó      |
| 2009 | Best Couple Award (junto a Jo An)                      | KBS Drama Award                                | Jolly Widows                               | Nominados |
| 2009 | Best Actor                                             | 3rd The Musical Award                          | The Organ in My Heart                      | Nominado  |
| 2008 | Best Actor                                             | 14th Korea Musical Award                       | The Organ in My Heart                      | Nominado  |
| 2008 | Best New Actor                                         | 45th Grand Bell Award                          | Our Town                                   | Nominado  |
| 2007 | Excellence Award, Actor in a Serial Drama              | SBS Drama Award                                | The King and I                             | Ganó      |
| 2007 | Most Popular Star                                      | 13th Korea Musical Award                       | A Day                                      | Ganó      |
| 2007 | Most Popular Actor                                     | 1st The Musical Award                          | A Day                                      | Ganó      |
| 2007 | 1st Ticket Power in a Musical                          | 2nd Golden Ticket Award                        | Finding Kim Jong-wook                      | Ganó      |
| 2007 | Best New Actor (TV)                                    | 43rd Baeksang Arts Award                       | The Vineyard Man                           | Nominado  |
| 2006 | Excellence Award, Actor                                | KBS Drama Award                                | The Vineyard Man                           | Nominado  |
| 2006 | Best New Actor                                         | KBS Drama Award                                | The Vineyard Man                           | Ganó      |
| 2006 | Popularity Award                                       | KBS Drama Award                                | The Vineyard Man                           | Ganó      |
| 2006 | Best Couple Award (junto a Yoon Eun-hye)               | KBS Drama Award                                | The Vineyard Man                           | Ganaron   |
| 2006 | Most Popular Star                                      | 12th Korea Musical Award                       | Finding Kim Jong-wook                      | Ganó      |
| 2005 | Best New Actor                                         | MBC Drama Award                                | Shin Don                                   | Nominado  |
| 2005 | Best Actor                                             | 11th Korea Musical Award                       | Hedwig and the Angry Inch                  | Ganó      |
| 2005 | Most Popular Star                                      | 11th Korea Musical Award                       | Hedwig and the Angry Inch                  | Ganó      |
| 2004 | Best Supporting Actor                                  | 10th Korea Musical Award                       | Grease                                     | Nominado  |
| 2005 | Best New Actor                                         | The National Theater Association of Korea      | Yi                                         | Ganó      |